# یرسی
یرسی (به لاتین: Yersi) یک منطقهٔ مسکونی در روسیه است که در داغستان واقع شده‌است.